# Museo de Arte de El Salvador
Museo de Arte de El Salvador (kurz: MARTE) ist ein Kunstmuseum in El Salvador. Es befindet sich am Ende der Avenida La Revolución in der Stadt San Salvador, zwischen Teatro Presidente und dem Hotel Sheraton Presidente.
Das Kunstmuseum wurde am 22. Mai 2003 eröffnet. Es ist eine private, gemeinnützige Einrichtung deren Betrieb in der Verantwortung des Verbandes Asociación Museo de Arte de El Salvador (kurz: MARTE) liegt. Die Asociación wurde zu diesem Zweck gegründet, deren rechtlichen Status wurde von der Executive mit Dekret Nr. 338 im Amtsblatt vom 6. Mai 2000 veröffentlicht. 
Die Sammlung besteht hauptsächlich aus Werken von bekannten salvadorianischen Künstlern. Bis heute werden rund 280 Kunstwerke permanent ausgestellt. Darüber hinaus werde auch zeitlich begrenzte Ausstellungen gezeigt. 
Die Asociación MARTE unterhält auch weitere Museen und Kunst bezogene Einrichtungen wie:
- Museo Soumaya de México
- Fundación Ortiz Gurdián de Nicaragua
- Museo Nacional de Arte Moderno “Carlos Mérida” de Guatemala
- Museo de Arte Moderno de México
- Fundación Cisneros de Venezuela
- Museo de Arte y Diseño Contemporáneo de Costa Rica
- Museo de Arte Costarricense